# Lista do Patrimônio Mundial no Turquemenistão
A Organização das Nações Unidas para a Educação, a Ciência e a Cultura (UNESCO) propôs um plano de proteção aos bens culturais do mundo, através do Comité sobre a Proteção do Património Mundial Cultural e Natural, aprovado em 1972. Esta é uma lista do Patrimônio Mundial existente no Turquemenistão, especificamente classificada pela UNESCO e elaborada de acordo com dez principais critérios cujos pontos são julgados por especialistas na área. O Turquemenistão, país que abriga um relevante legado da expansão islâmica ao longo da história moderna, ratificou a convenção em 30 de setembro de 1994, tornando seus locais históricos elegíveis para inclusão na lista.
O sítio Parque Nacional Histórico e Cultural da "Merv Antiga" foi o primeiro local do Turquemenistão incluído na lista do Patrimônio Mundial da UNESCO por ocasião da 23.ª Sessão do Comitè do Património Mundial, realizada em Marraquexe (Marrocos) em 1999. Desde a mais recente adesão à lista, o Turquemenistão totaliza 5 sítios classificados como Patrimônio da Humanidade pela UNESCO, sendo todos estes locais de classificação Cultural. 

## Bens culturais e naturais
O Turquemenistão conta atualmente com os seguintes lugares declarados como Patrimônio da Humanidade pela UNESCO:
| | Parque Nacional Histórico e Cultural da "Merv Antiga" |
| Bem cultural inscrito em 1999. |                                                       |
| Localização: Mary |                                                       |
| Merv é a mais antiga e mais bem preservada das cidades-oásis que pontilhavam a Rota da Seda na Ásia Central. Seus vestígios testemunham 4.000 anos de história e, entre eles, você ainda pode ver alguns monumentos construídos nos últimos dois milênios. (UNESCO/BPI) |                                                       |

| | Velha Urguenche |
| Bem cultural inscrito em 2005. |                 |
| Localização: Daşoguz |                 |
| Localizada no noroeste do Turquemenistão, na margem esquerda do rio Amu Darya, Kunya-Urgench era a antiga capital da região de Khorezm na época do Império Aquemênida. O seu centro histórico engloba um conjunto de monumentos construídos principalmente entre os séculos XI e XVI: uma mesquita, as portas de um caravançará, fortalezas, mausoléus e um minarete de 60 metros de altura. Todos esses edifícios testemunham as notáveis realizações da arquitetura e do artesanato na região, que primeiro se espalharam para o Irão e o Afeganistão e depois influenciaram as realizações arquitetônicas do Império Mongol, estabelecido na Índia no século XVI. (UNESCO/BPI) |                 |

| | Fortalezas Partas de Nisa |
| Bem cultural inscrito em 2007. |                           |
| Localização: Ahal |                           |
| Os teis geminados da Velha e da Nova Nisa marcam o local de uma das cidades mais antigas e importantes do Império Parta, que foi uma grande potência a partir de meados do século III a.C. até o terceiro século de nossa era. Por quase dois mil anos, ambos os teis permaneceram relativamente ilesos e ainda preservam, enterrados, os restos de uma grande civilização antiga que habilmente combinou sua cultura tradicional com elementos de duas culturas ocidentais: a helenística e a romana. As escavações arqueológicas realizadas nas duas partes que compõem o sítio revelaram a existência de uma arquitetura ricamente ornamentada que ilustra a vida doméstica, oficial e religiosa dos partos. Localizado no cruzamento de importantes rotas comerciais e estratégicas, o poderoso Império Parta foi um bastião contra a expansão romana e um importante centro de comunicação e comércio entre Oriente e Ocidente, Norte e Sul. (UNESCO/BPI) |                           |

| | Desertos invernais frios de Turan |
| Bem natural inscrito em 2023. |                                   |
| Localização: Ahal |                                   |
| Este bem é compartilhado com: Cazaquistão e Uzbequistão. |                                   |
| Esta propriedade transnacional compreende catorze partes componentes encontradas ao longo das regiões áridas da zona temperada da Ásia Central entre o Mar Cáspio e as altas montanhas turanianas. A área está sujeita a condições climáticas extremas com invernos rigorosos e verões intensos, e apresenta uma fauna e flora excepcionalmente diversa que se adaptou às condições difíceis. A propriedade também representa uma considerável diversidade de ecossistemas de deserto, abrangendo uma distância de mais de 1.500 quilômetros de leste a oeste. Cada um dos sítios componentes complementa o outro em termos de biodiversidade, tipos desérticos e processos ecológicos decorrentes. (UNESCO/BPI) |                                   |

| Deserto de Karacul, no antigo Corredor Zarafshan-Karakum. | Rotas da Seda: Corredor Zarafshan-Karakum |
| Deserto de Karacul, no antigo Corredor Zarafshan-Karakum. | Bem cultural inscrito em 2023. |
| Deserto de Karacul, no antigo Corredor Zarafshan-Karakum. | Localização: Lebap |
| Deserto de Karacul, no antigo Corredor Zarafshan-Karakum. | Este bem é compartilhado com: Tajiquistão e Uzbequistão. |
| Deserto de Karacul, no antigo Corredor Zarafshan-Karakum. | O Corredor Zarafshan-Karakum é uma seção significativa das Rotas da Seda na Ásia Central que interliga outras vias por todas as direções. Situado entre montanhas escarpadas, vales fluviais férteis e desertos inabitáveis, o correr de 866 quilômetros percorre de leste a oeste ao longo do rio Zeravshan e mais ao sudoeste seguindo os antigos caminhos de caravanas que cruzavam o Deserto de Karakum até o oásis de Merv. Canalizou grande parte do intercâmbio latitudinal ao longo das Rotas da Seda desde o século II a.C. até o século XVI de nossa era. Povos viajaram, residiram, conquistaram ou foram derrotados nesta área, convertendo-a em um crisol de etnias, culturas, religiões, ciências e tecnologias. (UNESCO/BPI) |

## Lista Indicativa
Em adição aos sítios inscritos na Lista do Patrimônio Mundial, os Estados-membros podem manter uma lista de sítios que pretendam nomear para a Lista de Patrimônio Mundial, sendo somente aceitas as candidaturas de locais que já constarem desta lista. Desde 2021, o Turquemenistão apresenta 10 locais na sua Lista Indicativa.